# Frans Timmermans
Franciscus Cornelis Gerardus Maria Timmermans (Maastricht, 6 de maio de 1961) é um político e diplomata holandês. Atualmente, é o primeiro vice-presidente da Comissão Europeia e comissário europeu para Legislar Melhor, Relações Interinstitucionais, Estado de Direito e Carta Fundamental dos Direitos Fundamentais desde 2014. Nas eleições europeias de maio de 2019, foi o candidato informal do Partido Socialista Europeu a presidente da Comissão Europeia.
No seu país natal, foi ministro dos Negócios Estrangeiros entre 2012 e 2014 e secretário de Estado dos Negócios Estrangeiros de 2007 a 2010. Foi eleito deputado à câmara baixa do parlamento holandês pelo Partido do Trabalho seis vezes, entre 1998 e 2007 e de 2010 a 2012.